# 马图塔
马图塔（英語：Mater Matuta）。古罗马女性神祇之一。她凭借在古罗马神话之中所具有的司晨地位而在古罗马时期被古罗马人通过广建寺庙的形式加以颂扬和宣传，影响深远。